# Saint-Valérien-de-Milton (Quebec)

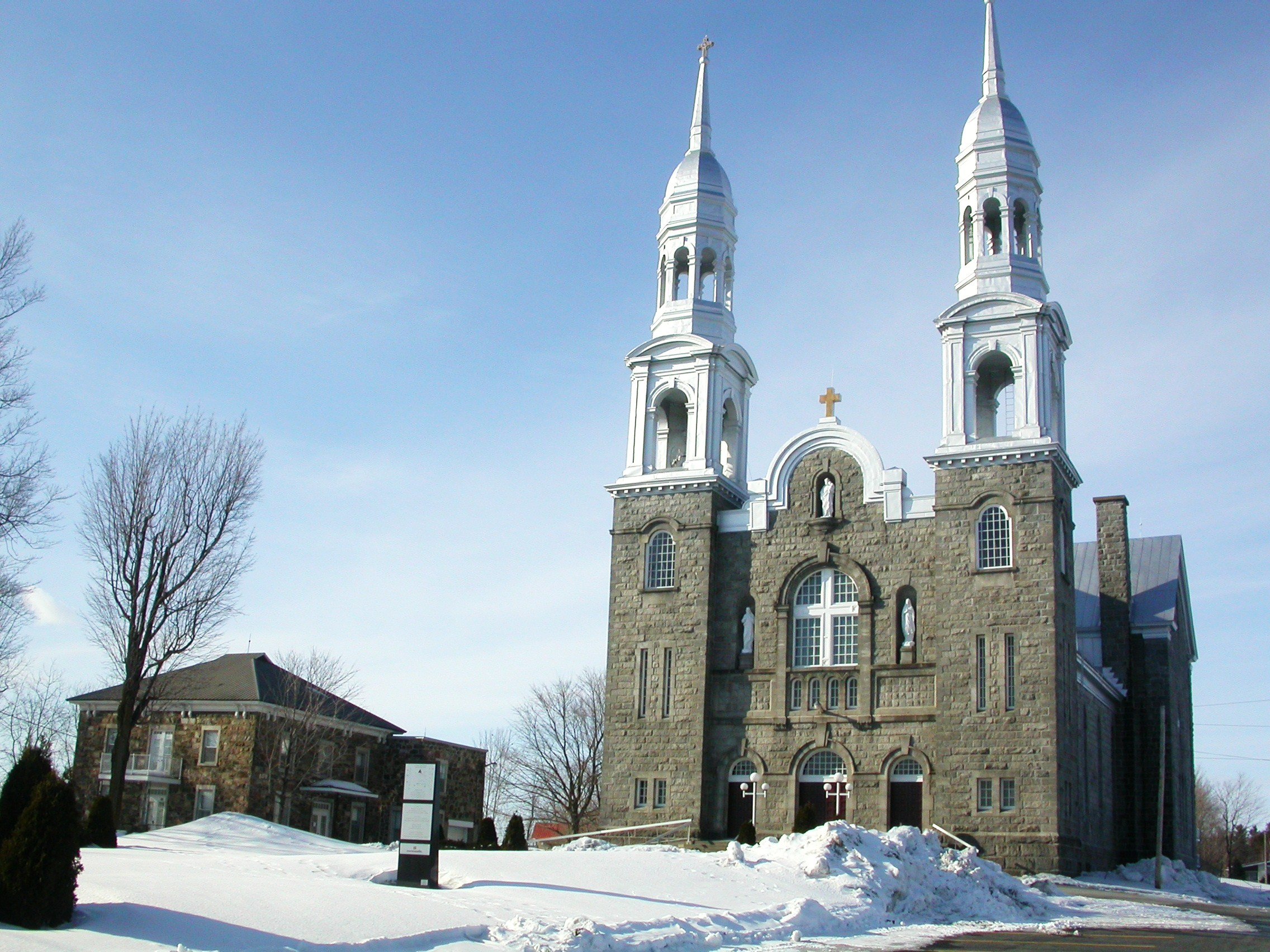

Saint-Valérien-de-Milton é uma municipalidade da província canadense de Quebec, localizada em Les Maskoutains, região administrativa de Montérégie. A comunidade tinha uma população de 1.718 habitantes em 2006.